# France aux Jeux olympiques d'été de 1992
L'équipe de France olympique participe aux Jeux olympiques d'été de 1992 à Barcelone. Elle y remporte vingt-neuf médailles : huit en or, cinq en argent et seize en bronze, se situant à la neuvième place des nations au tableau des médailles. L'escrimeur Jean-François Lamour est le porte-drapeau d'une délégation française comptant 350 sportifs (246 hommes et 104 femmes).

## Bilan général
| Place | Sport           | Médaille d'or, Jeux olympiques | Médaille d'argent, Jeux olympiques | Médaille de bronze, Jeux olympiques | Total |
| 1     | Judo            | 2                              | 1                                  | 4                                   | 7     |
| 2     | Escrime         | 2                              | 0                                  | 3                                   | 5     |
| 3     | Voile           | 2                              | 0                                  | 0                                   | 2     |
| 4     | Athlétisme      | 1                              | 0                                  | 0                                   | 1     |
| 4     | Tir à l'arc     | 1                              | 0                                  | 0                                   | 1     |
| 6     | Canoë-Kayak     | 0                              | 1                                  | 3                                   | 4     |
| 7     | Cyclisme        | 0                              | 1                                  | 1                                   | 2     |
| 8     | Tennis de table | 0                              | 1                                  | 0                                   | 1     |
| 8     | Tir             | 0                              | 1                                  | 0                                   | 1     |
| 10    | Natation        | 0                              | 0                                  | 3                                   | 3     |
| 11    | Equitation      | 0                              | 0                                  | 1                                   | 1     |
| 11    | Handball        | 0                              | 0                                  | 1                                   | 1     |
| Total | Total           | 8                              | 5                                  | 16                                  | 29    |

## Liste des médaillés français
Le judo (7 médailles), l'escrime (5) et le canoë-kayak (4) obtiennent plus de la moitié des médailles françaises. À l'honneur également lors de ces Jeux olympiques d'été de 1992, Marie-José Pérec et sa première récompense obtenue lors de cet évènement, Jeannie Longo et « les Barjots » de l'équipe masculine de handball.

### Médailles d'or
| Sport              | Discipline                | Sportifs                  | Performance                       |
| Médailles d'or : 8 |                           |                           |                                   |
| Athlétisme         | 400 mètres féminin        | Marie-José Pérec          | 48 s 83 (RF)                      |
| Escrime            | Épée individuelle hommes  | Éric Srecki               | Victoire 11-7 contre Kolobkov     |
| Escrime            | Fleuret individuel hommes | Philippe Omnès            | Victoire 14-12 contre Holubytskyy |
| Judo               | Moins de 48 kg femmes     | Cécile Nowak              | Victoire par Koka contre Tamura   |
| Judo               | Moins de 61 kg femmes     | Catherine Fleury          | Victoire par Yuko contre Arad     |
| Tir à l’arc        | Individuel hommes         | Sébastien Flute           | Victoire 107-45 contre Chung      |
| Voile              | Planche à voile (H)       | Franck David              |                                   |
| Voile              | Tornado                   | Yves Loday Nicolas Hénard |                                   |

### Médailles d'argent
| Sport                  | Discipline                          | Sportifs             | Performance                    |
| Médailles d'argent : 5 |                                     |                      |                                |
| Canoë-kayak            | K1 slalom hommes                    | Sylvain Curinier     | 133,09 pts                     |
| Cyclisme               | Course en ligne femmes              | Jeannie Longo        | 2 h 5 min 2 s                  |
| Judo                   | Moins de 86 kg hommes               | Pascal Tayot         | Défaite par Yuko contre Legień |
| Tennis de table        | Simple messieurs                    | Jean-Philippe Gatien | Défaite contre Waldner         |
| Tir                    | Carabine à air comprimé 10 m hommes | Franck Badiou        | 691,9 pts                      |

### Médailles de bronze
| Sport                       | Discipline                          | Sportifs | Performance                            |
| Médailles de bronze : 16    |                                     | |                                        |
| Canoë-kayak slalom          | C1 slalom hommes                    | Jacky Avril |                                        |
| Canoë-kayak slalom          | C2 slalom hommes                    | Franck Adisson Wilfrid Forgues | 144,09 pts                             |
| Canoë-kayak course en ligne | C2 1 000 m hommes                   | Olivier Boivin Didier Hoyer |                                        |
| Cyclisme                    | Contre la montre par équipes hommes | Hervé Boussard Didier Faivre-Pierret Philippe Gaumont Jean-Louis Harel | 2 h 5 min 25 s                         |
| Équitation                  | Saut d’obstacle par équipes         | Hubert Bourdy Hervé Godignon Éric Navet Michel Robert | 24,75 pts                              |
| Escrime                     | Épée individuelle hommes            | Jean-Michel Henry | Victoire 12-10 contre Kaaberma         |
| Escrime                     | Sabre individuel hommes             | Jean-François Lamour | Victoire 14-11 contre Scalzo           |
| Escrime                     | Sabre par équipes (H)               | Jean-Philippe Daurelle Franck Ducheix Hervé Granger-Veyron Pierre Guichot Jean-François Lamour | Victoire 9-4 contre la Roumanie        |
| Handball                    | Tournoi masculin                    | Philippe Debureau Philippe Gardent Denis Lathoud Pascal Mahé Philippe Médard Gaël Monthurel Laurent Munier Frédéric Perez Thierry Perreux Alain Portes Éric Quintin Jackson Richardson Stéphane Stoecklin Jean-Luc Thiébaut Denis Tristant Frédéric Volle | Victoire 24-20 contre l'Islande        |
| Judo                        | Moins de 78 kg hommes               | Bertrand Damaisin | Victoire par Waza ari contre Adolfsson |
| Judo                        | Plus de 95 kg hommes                | David Douillet | Victoire par Yuko contre Moreno        |
| Judo                        | Moins de 72 kg femmes               | Laetitia Meignan | Victoire par Ippon contre Horton       |
| Judo                        | Plus de 72 kg femmes                | Natalina Lupino | Victoire par Ippon contre Weber        |
| Natation                    | 100 m nage libre hommes             | Stéphan Caron | 49 s 50                                |
| Natation                    | 200 m papillon hommes               | Franck Esposito | 1 min 58 s 51 (RF)                     |
| Natation                    | 100 m papillon femmes               | Catherine Plewinski | 59 s 01 (RF)                           |

## Engagés français par sport

### Athlétisme
| Épreuve           | Hommes | Femmes                                                                                        |
| ----------------- | --- | --------------------------------------------------------------------------------------------- |
| 100 m             | Daniel Sangouma : 2e tour Max Morinière : 1/2 finale                                                             | Patricia Girard : demi-finale Odiah Sidibé : 2e tour Laurence Bily : 2e tour                  |
| 200 m             | Gilles Quénéhervé : 2e tour Jean-Charles Trouabal : 1er tour - abandon                                           | Maguy Nestoret : 1er tour Valérie Jean-Charles : 2e tour                                      |
| 400 m             | | Marie-José Pérec : finale, 48 s 83 médaille d'or · Elsa Devassoigne : 1/2 finale              |
| 800 m             | Frédéric Cornette : 1er tour                                                                                     | Viviane Dorsile : 1er tour                                                                    |
| 1 500 m           | | Marie-Pierre Duros : 1er tour                                                                 |
| 3 000 m           | | Marie-Pierre Duros : 2e tour Zhora Graziani : 1er tour                                        |
| 5 000 m           | Pascal Thiébaut : finale (13e place)                                                                             |                                                                                               |
| 10 000 m          | Thierry Pantel : 1er tour - abandon Antonio Martins : finale (15e place)                                         | Rosario Murcia : 1er tour Annette Sergent : 1er tour                                          |
| Marathon          | Dominique Chauvelier : 31e place Luis Soares : 45e place Pascal Zilliox : 64e place                              | Maria Rebelo : abandon                                                                        |
| 100 m haies       | | Cécile Cinélu : 1/2 finale Monique Ewanje-Épée : 1er tour Anne Piquereau : 1/2 finale         |
| 110 m haies       | Dan Philibert : 1/2 finale Philippe Tourret : 2e tour Sébastien Thibault : 1er tour                              |                                                                                               |
| 400 m haies       | Stéphane Caristan : finale, 48 s 86 (7e place) Stéphane Diagana : finale, 48 s 13 (4e place)                     |                                                                                               |
| 3 000 m steeple   | Thierry Brusseau : 1/2 finale Joseph Mahmoud : 1/2 finale                                                        |                                                                                               |
| Relais 4 × 100 m  | Max Morinière, Daniel Sangouma, Gilles Quénéhervé, Bruno Marie-Rose : 1/2 finale                                 | Patricia Girard, Odiah Sidibé, Laurence Bily et Marie-José Pérec : finale, 42 s 85 (4e place) |
| Relais 4 × 400 m  | Jean-Louis Rapnouil, Yann Quentrec, Stéphane Caristan et Stéphane Diagana : 1er tour                             |                                                                                               |
| Saut en hauteur   | | Sandrine Fricot : qualifications                                                              |
| Triple saut       | Serge Hélan : qualifications Georges Sainte-Rose : qualifications Pierre Camara : finale, 16,52 m (11e place)    |                                                                                               |
| Saut en longueur  | Serge Hélan : qualifications Franck Lestage : qualifications                                                     |                                                                                               |
| Saut à la perche  | Jean Galfione : qualifications Philippe d'Encausse : qualifications Philippe Collet : finale, 5,55 m (7e place)  |                                                                                               |
| Lancer du marteau | Raphaël Piolanti : qualifications Frédéric Kuhn : qualifications Christophe Épalle : finale, 74,84 m (10e place) |                                                                                               |
| 20 km marche      | Thierry Toutain : abandon, n.c.                                                                                  |                                                                                               |
| 50 km marche      | René Piller : 15e place Alain Lemercier : 16e place Martial Fesselier : 17e place                                |                                                                                               |
| Heptathlon        | | Odile Lesage : 15e place Nathalie Teppe : 23e place                                           |
| Décathlon         | Christian Plaziat : abandon, n.c. William Motti : 7e place Alain Blondel : 15e place                             |                                                                                               |

### Aviron
| Épreuve                       | Hommes | Femmes                                                                           |
| ----------------------------- | --- | -------------------------------------------------------------------------------- |
| Skiff                         | | Corinne Le Moal : finale, 7 min 41 s 85 (6e place)                               |
| Deux de pointe sans barreur   | Michel Andrieux et Jean-Christophe Rolland : finale, 6 min 36 s 34 (4e place)                                                 | Christine Gossé et Isabelle Danjou : finale, 7 min 08 s 70 (4e place)            |
| Deux de pointe avec barreur   | Patrick Bertou, Laurent Lacasa et Emmanuel Bunoz : finale, 7 min 03 s 01 (6e place)                                           |                                                                                  |
| Quatre de couple sans barreur | Fiorenzo di Giovanni, Fabrice Leclerc, Yves Lamarque et Samuel Barathay : finale, 5 min 54 s 80 6e place)                     |                                                                                  |
| Quatre de pointe sans barreur | Jean-Pierre Lelain, Patrick Vibert-Vichet, Bruno Dumay et Dominique Lecointe : finale B                                       | Frédérique Heligon, Chantal Lafon, Christine Jullien et Hélène Cortin : finale B |
| Quatre de pointe avec barreur | Yannick Schulte, Philippe Lot, Daniel Fauché,Jean-Paul Vergnes, Jean-Pierre Huguet-Balland : finale, 6 min 06 s 82 (5e place) |                                                                                  |

### Badminton
| Épreuve          | Hommes                      | Femmes                                                                           |
| ---------------- | --------------------------- | -------------------------------------------------------------------------------- |
| Simple messieurs | Stéphane Renault : 1er tour |                                                                                  |
| Simple dames     |                             | Christelle Mol : 1er tour Sandra Dimbour : 1er tour Virginie Delvingt : 1er tour |
| Double dames     |                             | Virginie Delvingt et Christelle Mol : 1er tour                                   |

### Boxe
| Épreuve   | Hommes                          |
| --------- | ------------------------------- |
| Coq       | Bruno Wartelle : 1/8 de finale  |
| Plume     | Djamel Lifa : 1/8 de finale     |
| Légers    | Julien Lorcy : 1/4 de finale    |
| Mi-moyens | Saïd Bennajem : 1er tour        |
| Mi-lourds | Patrice Aouissi : 1/8 de finale |

### Canoë-kayak
| Épreuve    | Hommes | Femmes                                                                                               |
| ---------- | --- | --- |
| C1 500 m   | Pascal Sylvoz : finale (7e place) | |
| C1 1 000 m | Pascal Sylvoz : finale (5e place) | |
| C2 500 m   | Didier Hoyer et Olivier Boivin : finale (6e place) | |
| C2 1 000 m | Didier Hoyer et Olivier Boivin : médaille de bronze | |
| K2 500 m   | Olivier Lasak et Philippe Aubertin : 1/2 finale | Sabine Goetschy et Bernadette Brégeon : demi-finale                                                  |
| K2 1 000 m | Philippe Boccara et Pascal Boucherit : demi-finale | |
| K4 500 m   | | Françoise Lasak, Bernadette Brégeon, Isabelle Boulogne et Annie Michaut : 1/2 finale                 |
| K4 1 000 m | Pierre Lubac, Jean-François Briand, Sébastien Mayer (en) et Patrick Lancereau : 1/2 finale                                                                   | |
| K1 slalom  | Sylvain Curinier : finale, 133,09 médaille d’argent · Laurent Brissaud : 5e place · Vincent Fondeviole : 14e place                                           | Marianne Agulhon : finale, 140,44 (4e place) Anne Boixel : 8e place Myriam Fox-Jérusalmi : 15e place |
| K1 500 m   | | Sabine Goetschy : finale (6e place)                                                                  |
| C2 slalom  | Franck Adisson - Wilfrid Forgues : finale, 144,09 médaille de bronze · Thierry Saïdi - Emmanuel del Rey : 8e place · Éric Biau - Bertrand Daille : 11e place | |
| C1 slalom  | Emmanuel Brugvin : finale (5e place) · Jacky Avril : médaille de bronze · Thierry Humeau (18e place)                                                         | |

### Cyclisme
| Épreuve                             | Hommes | Femmes |
| ----------------------------------- | --- | --- |
| Route                               | | |
| Course en ligne                     | Sylvain Bolay : 7e place Pascal Hervé : 48e place Emmanuel Magnien : abandon                                      | Jeannie Longo : 2 h 05 min 02 s médaille d'argent · Catherine Marsal : 21e place · Marion Clignet : 33e place |
| 100 km contre-la-montre par équipes | Hervé Boussard, Didier Faivre-Pierret, Philippe Gaumont · et Jean-Louis Harel : 2 h 05 min 25, médaille de bronze | |
| Piste                               | | |
| Poursuite individuelle              | Philippe Ermenault : 5e place                                                                                     | Jeannie Longo : 5e place                                                                                      |
| Poursuite par équipes               | Hervé Dagorne, Philippe Ermenault, Daniel Pandelé et Pascal Potié : 11e place                                     | |
| Vitesse individuelle                | Frédéric Magné : 2e tour                                                                                          | Félicia Ballanger : 4e place                                                                                  |
| Kilomètre                           | Frédéric Lancien : 6e place (1 min 05 s 157)                                                                      | |
| Course aux points                   | Éric Magnin : 8e place, 24 points                                                                                 | |

### Équitation
| Épreuve                      | Mixte |
| ---------------------------- | --- |
| Saut d'obstacles individuel  | Hubert Bourdy : éliminatoires Éric Navet : 11e place Michel Robert : éliminatoires Hervé Godignon : finale, 6,25 (4e place) |
| Saut d'obstacles par équipes | Hubert Bourdy, Éric Navet, Michel Robert et Hervé Godignon : finale, 24,75, médaille de bronze                              |
| Concours complet individuel  | Marie-Christine Duroy : 12e place Michel Bouquet : 28e place Jean-Jacques Boisson : 61e place Didier Seguret : abandon      |
| Concours complet par équipes | Marie-Christine Duroy, Michel Bouquet, Jean-Jacques Boisson et Didier Seguret : 14e place                                   |
| Dressage par équipes         | Margit Otto Crepin, Catherine Durand, Serge Cornut et Dominique d'Esmé : 9e place                                           |

### Escrime
| Épreuve             | Hommes | Femmes                                                                                            |
| ------------------- | --- | ------------------------------------------------------------------------------------------------- |
| Épée individuel     | Jean-Michel Henry : médaille de bronze · Olivier Lenglet : 17e place · Éric Srecki : médaille d'or                      |                                                                                                   |
| Fleuret individuel  | Patrick Groc : 22e place · Philippe Omnès : médaille d'or · Patrice Lhotellier : 34e place                              | Laurence Modaine : 4e place Isabelle Spennato : 22e place Gisèle Meygret : 24e place              |
| Sabre individuel    | Jean-François Lamour : médaille de bronze · Jean-Philippe Daurelle : 9e place · Franck Ducheix : 18e place              |                                                                                                   |
| Épée par équipes    | Jean-Michel Henry, Olivier Lenglet,Éric Srecki, Jean-François Di Martino et Robert Leroux : 4e place                    |                                                                                                   |
| Fleuret par équipes | Patrick Groc, Philippe Omnès, Patrice Lhotellier, Youssef Hocine et Olivier Lambert : 7e place                          | Laurence Modaine, Isabelle Spennato, Gisèle Meygret, Camille Couzi et Julie-Anne Gross : 5e place |
| Sabre par équipes   | Jean-François Lamour, Jean-Philippe Daurelle, Franck Ducheix, Hervé Granger-Veyron, Pierre Guichot : médaille de bronze |                                                                                                   |

### Gymnastique
| Épreuve                      | Hommes                                                                                  | Femmes |
| ---------------------------- | --------------------------------------------------------------------------------------- | --- |
| Concours général individuel  | Patrice Casimir : 31e place Sébastien Darrigade : 32e place Fabrice Guelzec : 63e place | Virginie Machado : 26e place Chloé Maigre : 32e place Marie-Angeline Colson 36e place                              |
| Concours général par équipes |                                                                                         | Marie-Angéline Colson, Virginie Machado, Chloé Maigre, Karine Boucher, Karine Charlier et Jenny Rolland : 8e place |

### Haltérophilie
| Épreuve | Hommes                                                                     |
| ------- | -------------------------------------------------------------------------- |
| 56 kg   | Laurent Fombertasse : finale, 260,0 kg (4e place) Pascal Arnou : 20e place |
| 60 kg   | David Balp : 17e place                                                     |
| 82,5 kg | Stéphane Sageder : 21e place                                               |
| 90 kg   | Cédric Plançon : 9e place                                                  |
| 100 kg  | Francis Tournefier : finale, 387,5 kg (4e place)                           |

### Handball

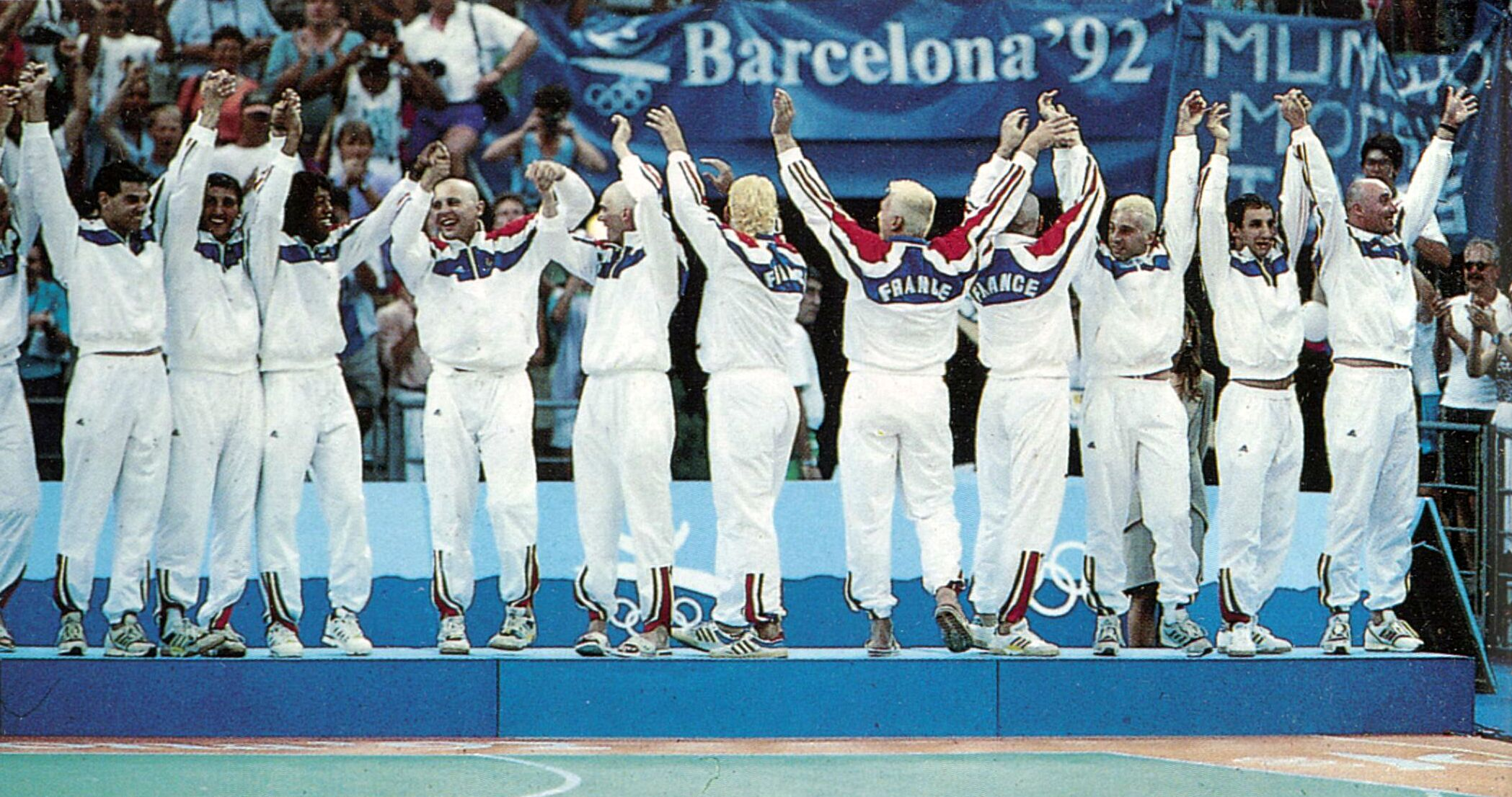
L'équipe de France masculine de handball remporte sa première médaille internationale.

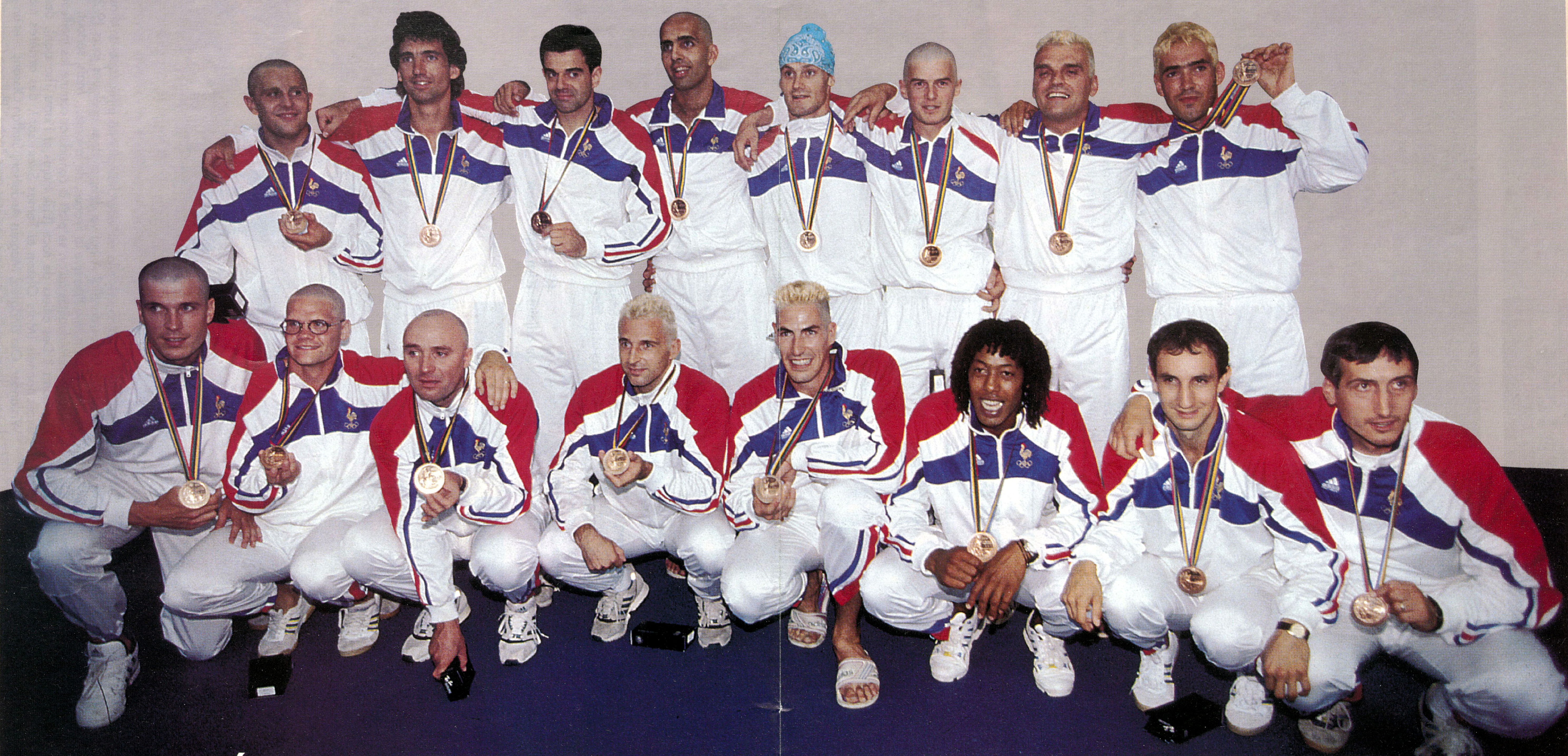
Les « Barjots » fiers de leur médaille de bronze.

| Épreuve                  | Hommes |
| ------------------------ | --- |
| Tournoi olympique hommes | Philippe Médard Pascal Mahé Philippe Debureau Frédéric Volle Denis Lathoud Éric Quintin Philippe Gardent Thierry Perreux Laurent Munier Frédéric Perez Jackson Richardson Stéphane Stoecklin Denis Tristant Alain Portes Jean-Luc Thiébaut                    |
| Parcours                 | Premier tour : · France bat Espagne (18-16) · Équipe unifiée bat France (23-22) · France bat Allemagne (23-20) · France bat Égypte (22-19) 1/2 finale : · Suède bat France (25-22) Match pour la 3e place : · France bat Islande (24-20) : médaille de bronze |

### Judo
| Hommes | Femmes |
| --- | --- |
| Philippe Pradayrol (-60 kg) : 5e place · Benoît Campargue (-65 kg) : éliminatoires · Bruno Carabetta (-71 kg) : 5e place · Bertrand Damaisin (-78 kg) : médaille de bronze · Pascal Tayot (-86 kg) : médaille d'argent · Stéphane Traineau (-95 kg) : éliminatoires · David Douillet (+95 kg) : : médaille de bronze | Cécile Nowak (-48 kg) : médaille d'or · Dominique Berna (-52 kg) : éliminatoires · Catherine Arnaud (-56 kg) : 7e place · Catherine Fleury (-61 kg) : médaille d'or · Claire Lecat (-66 kg) : 5e place · Laetitia Meignan (-72 kg) : médaille de bronze · Natalina Lupino (+72 kg) : : médaille de bronze |

### Lutte
| Épreuve             | Hommes |
| ------------------- | --- |
| Lutte Gréco-Romaine | Serge Robert (52 kg) : éliminatoires Patrice Mourier (57 kg) : éliminatoires Ghani Yalouz (68 kg) : 5e place Yvon Riemer (74 kg) : 5e place Martial Mischler (82 kg) : éliminatoires Henri Meiss (90 kg) : éliminatoires |
| Lutte libre         | Thierry Bourdin (52 kg) : éliminatoires Gérard Santoro (68 kg) : 9e place Alcide Legrand (82 kg) : éliminatoires |

### Natation
| Épreuve                     | Hommes | Femmes |
| --------------------------- | --- | --- |
| Natation                    | | |
| 50 m nage libre             | Stéphan Caron : séries Christophe Kalfayan : finale, 22 s 50 (4e place)                                                                  | Catherine Plewinski : finale, 25 s 36 (4e place) Julie Blaise : séries                                         |
| 100 m nage libre            | Stéphan Caron : finale, 49 s 50 médaille de bronze · Christophe Kalfayan : séries                                                        | Catherine Plewinski : finale, 55 s 72 (5e place)                                                               |
| 200 m nage libre            | | Catherine Plewinski : finale, 1 min 59 s 88 (4e place)                                                         |
| 400 m nage libre            | Yann de Fabrique : séries Christophe Marchand : séries                                                                                   | |
| 1 500 m nage libre          | Christophe Marchand : séries | |
| 100 m dos                   | David Holderbach : séries Franck Schott : finale, 55 s 72 (6e place)                                                                     | Céline Bonnet : séries Diane Lacombe : séries                                                                  |
| 200 m dos                   | David Holderbach : séries | |
| 100 m brasse                | Stéphane Vossart : séries Christophe Bourdon : séries                                                                                    | Audrey Guérit : séries                                                                                         |
| 200 m brasse                | Stéphane Vossart : séries Christophe Bourdon : séries                                                                                    | Audrey Guérit : séries                                                                                         |
| 100 m papillon              | Franck Esposito : séries Bruno Gutzeit : séries                                                                                          | Catherine Plewinski : médaille de bronze · Jacqueline Delord : séries                                          |
| 200 m papillon              | Franck Esposito : finale, 1 min 58 s 51 médaille de bronze · Christophe Bordeau : séries                                                 | Cécile Jeanson : séries                                                                                        |
| 200 m 4 nages               | Frédéric Lefèvre : séries | Céline Bonnet : séries                                                                                         |
| 400 m 4 nages               | | Céline Bonnet : séries                                                                                         |
| Relais 4 × 100 m nage libre | Stéphan Caron, Frédéric Lefèvre, Ludovic Depickère, Bruno Gutzeit, Christophe Kalfayan, Franck Schott : finale, 3 min 19 s 16 (4e place) | Julie Blaise, Julia Reggiany, Marie-Laure Giraudon, Véronique Jardin : séries                                  |
| Relais 4 × 200 m nage libre | Christophe Bordeau, Lionel Poirot, Franck Horter, Yann de Fabrique : séries                                                              | |
| Relais 4 × 100 m 4 nages    | Franck Schott, Stéphane Vossart, Franck Esposito, Christophe Kalfayan, Bruno Gutzeit, Stéphan Caron : finale, 3 min 40 s 51 (5e place)   | Céline Bonnet, Audrey Guérit, Jacqueline Delord, Julie Blaise : séries                                         |
| Plongeon                    | | |
| Tremplin                    | Philippe Duvernay : éliminatoires | |
| Haut vol                    | Frédéric Pierre : éliminatoires | |
| Natation synchronisée       | | |
| Individuel                  | | Anne Capron : finale, 182,449 (5e place) Karine Schuler : qualifications Marianne Aeschbacher : qualifications |
| Duo                         | | Marianne Aeschbacher et Anne Capron : finale, 181,795 (5e place)                                               |

### Pentathlon moderne
| Épreuve     | Hommes                                                                             |
| ----------- | ---------------------------------------------------------------------------------- |
| Individuel  | Sébastien Deleigne : 11e place Joël Bouzou : 17e place Christophe Ruer : 41e place |
| Par équipes | Sébastien Deleigne, Joël Bouzou et Christophe Ruer : 7e place                      |

### Tennis
| Épreuve          | Hommes                                                                       | Femmes                                                                |
| ---------------- | ---------------------------------------------------------------------------- | --------------------------------------------------------------------- |
| Simple messieurs | Guy Forget : 2e tour Fabrice Santoro : 1/4 de finale Henri Leconte : 2e tour |                                                                       |
| Double messieurs | Henri Leconte et Guy Forget : 2e tour                                        |                                                                       |
| Simple dames     |                                                                              | Julie Halard 2e tour Mary Pierce : 2e tour Nathalie Tauziat : 2e tour |
| Double dames     |                                                                              | Isabelle Demongeot et Nathalie Tauziat : 1/4 de finale                |

### Tennis de table
| Épreuve          | Hommes                                                                                            | Femmes                                        |
| ---------------- | ------------------------------------------------------------------------------------------------- | --------------------------------------------- |
| Simple messieurs | Jean-Philippe Gatien : médaille d'argent · Nicolas Chatelain : 1er tour                           |                                               |
| Double messieurs | Nicolas Chatelain et Patrick Chila : 1er tour Damien Éloi et Jean-Philippe Gatien : 1/4 de finale |                                               |
| Simple dames     |                                                                                                   | Wang Xiaoming : 1er tour                      |
| Double dames     |                                                                                                   | Emmanuelle Coubat et Wang Xiaoming : 1er tour |

### Tir
| Épreuve                    | Hommes                                                                                       | Mixte                                                                | Femmes                                                               |
| -------------------------- | -------------------------------------------------------------------------------------------- | -------------------------------------------------------------------- | -------------------------------------------------------------------- |
| Pistolet vitesse olympique | Christian Kezel : qualifications                                                             |                                                                      |                                                                      |
| Pistolet libre             | Philippe Cola : qualifications Franck Dumoulin : qualifications                              |                                                                      |                                                                      |
| Pistolet à air comprimé    | Philippe Cola : qualifications Franck Dumoulin : qualifications                              |                                                                      | Évelyne Manchon : qualifications Corine Serra-Tosio : qualifications |
| Pistolet sport             |                                                                                              |                                                                      | Évelyne Manchon : qualifications Corine Serra-Tosio : qualifications |
| Carabine à air comprimé    | Franck Badiou: finale, 691,9 médaille d'argent · Jean-Pierre Amat : finale, 691,6 (4e place) |                                                                      | Christine Bontemps : qualifications Anette Sattel : qualifications   |
| Carabine (3x20)            |                                                                                              |                                                                      | Dominique Esnault : qualifications Isabelle Héberlé : qualifications |
| Carabine (3x40)            | Jean-Pierre Amat : qualifications Michel Bury : qualifications                               |                                                                      |                                                                      |
| Carabine match anglais     | Jean-Pierre Amat : qualifications Michel Bury : finale, 700,0 (5e place)                     |                                                                      |                                                                      |
| Cible mobile 10m           | Jean-Luc Tricoire : qualifications                                                           |                                                                      |                                                                      |
| Skeet                      |                                                                                              | Stéphane Tyssier : qualifications Claude Cuy y Mola : qualifications |                                                                      |
| Fosse                      |                                                                                              | Jean-Paul Gros : 1/2 finale Muriel Bernard : 1/2 finale              |                                                                      |

### Tir à l’arc
| Épreuve     | Hommes | Femmes                                                                                               |
| ----------- | --- | --- |
| Individuel  | Sébastien Flute : médaille d’or · Bruno Felipe : 1/16 de finale · Mickael Taupin-Bourgeonnier : qualifications | Séverine Bonal : 1/16 de finale Nathalie Hibon : 1/32 de finale Christine Gabillard : qualifications |
| Par équipes | Sébastien Flute, Bruno Felipe et Mickael Taupin-Bourgeonnier : 1/4 de finale                                   | Séverine Bonal, Nathalie Hibon et Christine Gabillard : 1/2 finale                                   |

### Voile
| Épreuve         | Hommes                                                                                    | Mixte                                                  | Femmes                                     |
| --------------- | ----------------------------------------------------------------------------------------- | ------------------------------------------------------ | ------------------------------------------ |
| 470             | Maxime Paul et Dimitri Deruelle : 25e place David Vincent et Frédéric Bertold : 43e place |                                                        | Florence Le Brun et Odile Barré : 6e place |
| Planche à voile | Franck David : médaille d’or                                                              |                                                        | Maud Herbert : 4e place                    |
| Finn            | Xavier Rohart : 7e place                                                                  |                                                        |                                            |
| Tornado         |                                                                                           | Yves Loday et Nicolas Hénard : médaille d’or           |                                            |
| Soling          |                                                                                           | Marc Bouët, Fabrice Levet et Alain Pointet : 15e place |                                            |
| Classe star     |                                                                                           | Patrick Haegeli et Yannick Adde : 18e place            |                                            |
| Flying Dutchman |                                                                                           | Thierry Berger et Vincent Berger : 10e place           |                                            |
| Classe Europe   |                                                                                           |                                                        | Annabel Chaulvin : 13e place               |

### Volley-ball
| Hommes |
| --- |
| Premier tour : - Italie bat France (3-1) - France bat Japon (3-2) - Canada bat France (3-0) - États-Unis bat France (3-0) - Espagne bat France (3-2) Match de classement : - France bat Algérie (3-0) Place finale : 11e |
| L'équipe - Luc Marquet - Olivier Lecat - David Romann - Éric Wolfer - Éric Bouvier - Christophe Meneau - Arnaud Josserand - Laurent Tillie - Olivier Rossard - Laurent Chambertin - Rivo Andriamamonjy - Philippe Salvan |

### Water polo
| Hommes |
| --- |
| Premier tour - Allemagne et France (7-7) - Australie bat France (9-5) - États-Unis bat France (11-7) - France bat Tchécoslovaquie (14-6) - Équipe unifiée bat France (9-5) 5e de poule : éliminés                                                        |
| L'équipe - Jean-Marie Olivon - Christian Grimaldi - Patrice Tillie - Pierre Garsau - Emmanuel Ducher - Emmanuel Charlot - Vincent de Nardi - Michaël Droit - Thierry Alimondo - Gilles Madelenat - Nicolas Jeleff - Christophe Gautier - François Besson |